# 14116 Ogea
A 14116 Ogea (ideiglenes jelöléssel 1998 QC40) a Naprendszer kisbolygóövében található aszteroida. A LINEAR projekt keretében fedezték fel 1998. augusztus 17-én.